# Хилл, Малкольм
Малкольм Хилл (англ. Malcolm Hill; род. 26 октября 1995, Сент-Луис, Миссури) — американский профессиональный баскетболист, играющий на позиции лёгкого форварда.

## Карьера
После окончания учёбы в Иллинойском университете в Урбане-Шампейне Хилл принял участие в драфте НБА 2017 года, но не был выбран. Этим же летом Малкольм выступил в составе «Оклахома-Сити Тандер» в Летней лиге НБА в Орландо.
В июле 2017 года, Хилл сыграл за филиппинский клуб «Стар Хотшотс» в розыгрыше PBA Governors' Cup. Осенью того же года он подписал контракт с немецким клубом «Телеком Баскетс».
Летом 2018 года Хилл сыграл за «Юта Джаз» в Летней лиге НБА в Лас-Вегасе.
В сезоне 2018/2019 Хилл выступал за «Ризен Людвигсбург». Его средние показатели составили 13 очков, 5 подборов и 2 передачи за игру.
В августе 2019 года Хилл перешёл в «Астану».
В феврале 2020 года Хилл принял участие в «Матче всех звёзд» Единой лиги ВТБ заменив в составе команды «Звезды мира» Дрю Гордона. В этой игре Малкольм провёл на площадке 27 минут 16 секунд и отметился 15 очками, 4 подборами, 4 передачами и 4 перехватами. Так же, Хилл принял участие в конкурсе 3-очковых бросков, но выбыл в первом раунде.
В августе 2020 года Хилл стал игроком «Хапоэля» (Иерусалим). В мае 2021 года Малкольм досрочно покинул израильский клуб в связи с обстрелами на границе с Палестиной.
Летом 2021 года Хилл принял участие в Летней лиге НБА в Лас-Вегасе в составе «Нью-Орлеан Пеликанс».
В сентябре 2021 года Хилл подписал соглашение с «Пеликанс» и принял участие в тренировочном лагере команды.
21 октября 2024 года игрок был отчислен «Пеликанс».

## Сборная США
В июне 2015 года Хилл получил приглашение в тренировочный лагерь для подготовки сборной США к участию в Панамериканских играх, но в окончательную заявку на турнир он не попал.

## Достижения
- Чемпион Казахстана: 2019/2020

## Статистика

### Статистика в НБА
| Сезон                                                                                    | Команда | Регулярный сезон | Регулярный сезон | Регулярный сезон | Регулярный сезон | Регулярный сезон | Регулярный сезон | Регулярный сезон | Регулярный сезон | Регулярный сезон | Регулярный сезон | Регулярный сезон | Серия плей-офф | Серия плей-офф | Серия плей-офф | Серия плей-офф | Серия плей-офф | Серия плей-офф | Серия плей-офф | Серия плей-офф | Серия плей-офф | Серия плей-офф | Серия плей-офф |
| Сезон                                                                                    | Команда | GP               | GS               | MPG              | FG%              | 3P%              | FT%              | RPG              | APG              | SPG              | BPG              | PPG              | GP             | GS             | MPG            | FG%            | 3P%            | FT%            | RPG            | APG            | SPG            | BPG            | PPG            |
| ---------------------------------------------------------------------------------------- | ------- | ---------------- | ---------------- | ---------------- | ---------------- | ---------------- | ---------------- | ---------------- | ---------------- | ---------------- | ---------------- | ---------------- | -------------- | -------------- | -------------- | -------------- | -------------- | -------------- | -------------- | -------------- | -------------- | -------------- | -------------- |
| 2021/22                                                                                  | Атланта | 3                | 0                | 15,3             | 62,5             | 60,0             | 100,0            | 2,0              | 0,3              | 1,3              | 0,3              | 5,7              | Не участвовал  | Не участвовал  | Не участвовал  | Не участвовал  | Не участвовал  | Не участвовал  | Не участвовал  | Не участвовал  | Не участвовал  | Не участвовал  | Не участвовал  |
| 2021/22                                                                                  | Чикаго  | 16               | 0                | 10,4             | 43,2             | 32,3             | 70,0             | 1,8              | 0,4              | 0,2              | 0,1              | 3,4              | Не участвовал  | Не участвовал  | Не участвовал  | Не участвовал  | Не участвовал  | Не участвовал  | Не участвовал  | Не участвовал  | Не участвовал  | Не участвовал  | Не участвовал  |
| 2022/23                                                                                  | Чикаго  | 5                | 0                | 1,8              | 50,0             | 33,3             | -                | 0,6              | 0,0              | 0,0              | 0,0              | 1,0              | Не участвовал  | Не участвовал  | Не участвовал  | Не участвовал  | Не участвовал  | Не участвовал  | Не участвовал  | Не участвовал  | Не участвовал  | Не участвовал  | Не участвовал  |
|                                                                                          | Всего   | 24               | 0                | 9,2              | 46,4             | 35,9             | 78,6             | 1,6              | 0,3              | 0,3              | 0,1              | 3,2              | Не участвовал  | Не участвовал  | Не участвовал  | Не участвовал  | Не участвовал  | Не участвовал  | Не участвовал  | Не участвовал  | Не участвовал  | Не участвовал  | Не участвовал  |
| Наведите курсор мыши на аббревиатуры в заголовке таблицы, чтобы прочесть их расшифровку. |         |                  |                  |                  |                  |                  |                  |                  |                  |                  |                  |                  |                |                |                |                |                |                |                |                |                |                |                |

### Статистика в NCAA
| Сезон | Команда  | Conf    | Class | GP  | GS  | MPG  | FG%  | 3P%  | FT%  | RPG | APG | SPG | BPG | PPG  |
| --- | -------- | ------- | ----- | --- | --- | ---- | ---- | ---- | ---- | --- | --- | --- | --- | ---- |
| 2013/14 | Иллинойс | Big Ten | FR    | 35  | 12  | 14,1 | 38,3 | 34,1 | 77,0 | 2,4 | 0,7 | 0,3 | 0,1 | 4,4  |
| 2014/15 | Иллинойс | Big Ten | SO    | 33  | 32  | 30,6 | 44,3 | 38,9 | 78,1 | 4,8 | 1,3 | 0,8 | 0,2 | 14,4 |
| 2015/16 | Иллинойс | Big Ten | JR    | 34  | 33  | 35,1 | 43,6 | 31,4 | 82,1 | 6,6 | 3,3 | 1,2 | 0,4 | 18,1 |
| 2016/17 | Иллинойс | Big Ten | SR    | 35  | 35  | 33,3 | 43,4 | 35,5 | 78,4 | 5,1 | 2,9 | 1,2 | 0,4 | 17,2 |
| Всего | Всего    | Всего   | Всего | 137 | 112 | 28,2 | 43,3 | 35,1 | 79,5 | 4,7 | 2,1 | 0,9 | 0,3 | 13,5 |
| Наведите курсор мыши на аббревиатуры в заголовке таблицы, чтобы прочесть их расшифровку Статистика приведена с сайта sports-reference.com |          |         |       |     |     |      |      |      |      |     |     |     |     |      |